# أريغارون برينغلي
أريغارون برينغلي (الاسم العلمي:Erigeron pringlei) هو نوع من النباتات يتبع جنس الأريغارون من الفصيلة النجمية.